# Wiatrak holenderski przy ul. Milczańskiej w Poznaniu
Wiatrak - Turbina Wietrzna – zabytkowy obiekt znajdujący się w Poznaniu przy ul. Milczańskiej na Łacinie.

## Historia
Obiekt został indywidualnie zaprojektowany i zbudowany w latach 1910–1912 dla potrzeb gospodarstwa ogrodniczego należącego do Franciszka Rybaka. Konstrukcja obiektu powstała zgodnie z wytycznymi i według koncepcji fundatora. Wybrane elementy stalowe zbiornika, cześć instalacji hydraulicznej zostały częściowo wykonane w Poznaniu, pozostałe elementy sprowadzono z zagranicy.
Obiekt służył do pozyskiwania, gromadzenia oraz stałego zaopatrzenia w bieżącą wodę domu, sąsiednich pól, sadów oraz szklarni należących do ogrodnictwa właścicieli. Obiekt był zasilany wyłącznie siłą wiatru, która służyła do napędzania wielo-płatowej turbiny wiatrowej oraz systemu gromadzenia i nawadniania. Następnie miał zostać wykorzystany do produkcji energii elektrycznej (co nigdy nie nastąpiło). W trakcie swojego istnienia turbina była świadkiem wielu interesujących wydarzeń. Po kilku latach bezawaryjnego działania, w momencie wybuchu powstania wielkopolskiego w 1918 roku, właściciele uszyli z prześcieradeł oraz inletu długą biało-czerwoną flagę, która była wywieszona od samej góry do dołu obiektu.
W trakcie drugiej wojny światowej zaginęła również dokumentacja techniczna obiektu wraz z liczną dokumentacją fotograficzną. Z końcem wojny w 1945 roku żołnierze niemieccy z karabinem wyborowym znajdowali się w odkrytym, stalowym zbiorniku na szczycie obiektu strzelając do nacierających Rosjan. Żołnierze rosyjscy ostrzelali obiekt z ciężkiej broni – co najmniej jeden celny strzał w konstrukcję murowaną poniżej zbiornika od strony wschodniej powodując widoczne do dzisiaj przesunięcie cegieł do wewnątrz obiektu oraz celny strzał w wieżę stalową. Obiekt przechylił się też nieznacznie w tym kierunku. Ponadto, od strony wschodniej i południowej, są widoczne liczne ślady pocisków na cegłach od strony zewnętrznej.
Obiekt jest oryginalny w swoim rozwiązaniu w skali kraju i stanowi unikat pod względem całości przyjętych rozwiązań (turbina wietrzna, pompa wodna, zbiornik, rozprowadzenie wody), będąc połączeniem wiatraka z wieżą ciśnień. Obiekt zlokalizowany przy ul. Milczańskiej w Poznaniu dnia 9 marca 1993 został wpisany do rejestru zabytków pod numerem A-410. W miejscowym planie zagospodarowania przestrzennego wprowadzony jest nakaz rewitalizacji wiatraka.

## Otoczenie
W kierunku północnym: trasa tramwajowa na Franowo, Piaśnica, Malta. W kierunku południowym: estakada w ciągu ul. B. Krzywoustego, dolina Obrzycy. Na wschód: pozostałości bocznicy Średzkiej Kolei Powiatowej, os. Lecha. Na zachodzie: Centrum handlowe Posnania, Rondo Rataje. Pod koniec XX w. oraz w XXI w. w bezpośredniej bliskości zostały wybudowane osiedla z budynkami mieszkaniowymi wielorodzinnymi (Polanka, Zielony Taras).